# Mšice jabloňová
Mšice jabloňová (Aphis pomi) také mšice jablečná je mšice poškozující listy dřevin sáním. Mšice jabloňová je řazena do čeledě mšicovití (Aphididae) , řádu polokřídlí (Hemiptera).

## EPPO kód
APHIPO

## Výskyt
Evropa a Severní Amerika

## Popis
Dospělci jsou zářivě zelení, během léta tmavší barvy a 1,5 - 2,5 mm dlouzí.

## Hostitel
- jabloň (Malus spp.)
- hrušeň (Pyrus spp.)
- kdouloň (Cydonia)

## Příznaky
Deformace listů, krnění a deformace letorostů, opad listů. Plody jsou deformované.

## Význam
Snižování listové plochy a kvality plodů jabloně (deformace). Oslabení stromů, snížení sklizně. Snadno dochází k přemnožení. A. pomi obvykle nezpůsobuje vážná poškození, s výjimkou mateřských škol a na mladé stromky. Riziko vážného poškození může být náhle zvýšeno, pokud přirození predátoři z nějakého důvodu účinně nedokáží potlačit nárůst populace. V tomto případě může být poškození ekonomicky významné.

## Biologie
Mšice má několik generací během roku, z vajíček se líhnou na jaře samice, teprve při přemnožení populace dochází ke vzniku okřídlených jedinců. Část populace poté migruje na dalšího hostitele. Jedna generace se podle počasí vyvine za dva až tři týdny, pohlavní zralosti jedinec dosahuje za týden. Přezimují černá vajíčka. Od druhé generace jsou samice parthenogentické, poslední generace se množí sexuálně. Každá samička produkuje 50 až 100 potomků.

## Ekologie
Lesy, parky, zahrady. Predátoři: slunéčka, střevlíci, dravé ploštice, zlatoočky, larvy pestřenek a bejlomor rodu Aphidoletes, pavouci a další. Během sání mohou mšice přenášet virové infekce (šarka).